# Taner Yalçın
Taner Yalçın (* 18. Februar 1990 in Köln) ist ein deutscher Fußballspieler.

## Leben
Yalçın wuchs in Köln auf. Seine Eltern stammen aus der Türkei.

## Karriere

### Vereine
Im Jahr 2003 wechselte der Mittelfeldspieler von SC Fortuna Köln zum 1. FC Köln. Dort gewann er mit der A-Jugend 2008 die Meisterschaft der A-Junioren-Bundesliga-Staffel West (erzielte 15 Tore in 21 Spielen, inkl. Endrunde) und den FVM-Pokal der Junioren.
Mit Wirkung ab Sommer 2008 unterschrieb er im Mai 2008 einen bis 2011 datierten Profivertrag beim 1. FC Köln. Yalçın gab am 2. Spieltag der Bundesligasaison 2008/09 sein Profidebüt im Heimspiel gegen Eintracht Frankfurt. Im weiteren Verlauf stand er insgesamt 12-mal auf dem Platz.
Mit der Saison 2010/11 startete er in seine dritte Spielzeit als Profi. Nach einer sehr guten Vorbereitung konnte er sich in der Anfangsphase der Saison als Stammspieler etablieren. In der ersten Runde des DFB-Pokals 2010/11 erzielte er sein erstes Pflichtspieltor für den 1. FC Köln. Das erste Tor in der Bundesliga folgte am 12. September 2010 im Spiel gegen den FC St. Pauli.
Zur Saison 2011/2012 wurde Yalçın an den türkischen Erstligisten Istanbul BB ausgeliehen. Dort gab er am 11. September 2011 sein Debüt im Spiel gegen Galatasaray. Zur Saison 2012/2013 wurde Yalçın schließlich fest verpflichtet.
Nachdem sein Verein Istanbul BB zum Sommer 2013 den Klassenerhalt der Süper Lig verpasst hatte, wechselte Yalçın zum Erstligisten Kayserispor.
Yalçın geriet Ende April 2014 in die Schlagzeilen, nachdem er während eines Klubbesuchs in Istanbul, die er zusammen mit anderen Profifußballern wie Gökhan Töre, Hugo Almeida und Manuel Fernandes getätigt, bei einer Schießerei verletzt wurde. Sein Verein nahm diesen Vorfall zum Anlass den laufenden Vertrag mit Yalçın aufzulösen.
Am letzten Tag der Wintertransferperiode 2014/15 wechselte er zum türkischen Zweitligisten Elazığspor. Im Sommer desselben Jahres schloss er sich Kayseri Erciyesspor an. Zur Rückrunde der Saison 2015/16 wechselte er zu Kastamonuspor 1966. Er verließ den Verein nach der Rückrunde, da sein Vertrag auslief. Nach der bereits beendeten Transferperiode wechselte er zum SV Sandhausen. Sein einziges Zweitligaspiel bestritt er am 4. Februar 2017, einem 2:0-Erfolg gegen den FC Erzgebirge Aue, als er in der letzten Minute für Andrew Wooten eingewechselt wurde. Außerdem bestritt er mehrere Spiele für die zweite Mannschaft in der Oberliga Baden-Württemberg. Sein Vertrag lief im Sommer desselben Jahres aus und wurde nicht verlängert. Er wechselte schließlich in die 3. türkische Liga zu Inegölspor. 2020 beendete er seinen Vertrag vorzeitig und kehrte zurück in seine Heimatstadt Köln.

### Nationalmannschaft
Am 20. November 2007 debütierte er beim Testspiel in Ankara gegen Belgien in der türkischen U-18-Nationalmannschaft. Sein erstes Länderspieltor erzielte er am 22. November 2007 für die türkische U-18 ebenfalls gegen Belgien.
Nach einem weiteren Spiel in der U-18- und zwei folgenden in der U-19-Nationalmannschaft der Türkei entschied er sich, zukünftig für die Auswahlmannschaften des DFB aufzulaufen. Für die EM-Qualifikationsspiele gegen Tschechien und Nordirland am 3. und 7. September 2010, stand er erstmals im Kader der deutschen U21-Nationalmannschaft. Am 7. September 2010 gab er gegen Nordirland sein Debüt in der U-21 Nationalelf. In der 71. Minute wurde er für Lewis Holtby eingewechselt.